# Fisher Folks
Fisher Folks è un cortometraggio muto del 1911 diretto da David W. Griffith. Fu la prima delle cinque sceneggiature che Harriet Quimby, giornalista e famosa aviatrice, scrisse per Griffith.

## Produzione
Il film fu prodotto dalla Biograph Company.

## Distribuzione
Distribuito dalla General Film Company, il film - un cortometraggio in una bobina - uscì nelle sale il 16 febbraio 1911

### Data di uscita
- USA  16 febbraio 1911

Alias
- USA   Fisher Folk (nome alternativo)